# کوبلانکا (استان پودلاسکی)
کوبلانکا (به لهستانی:  Kobylanka) یک روستا در لهستان است که در گمینا میخاوووو واقع شده‌است.